# Jakovlev Jak-3

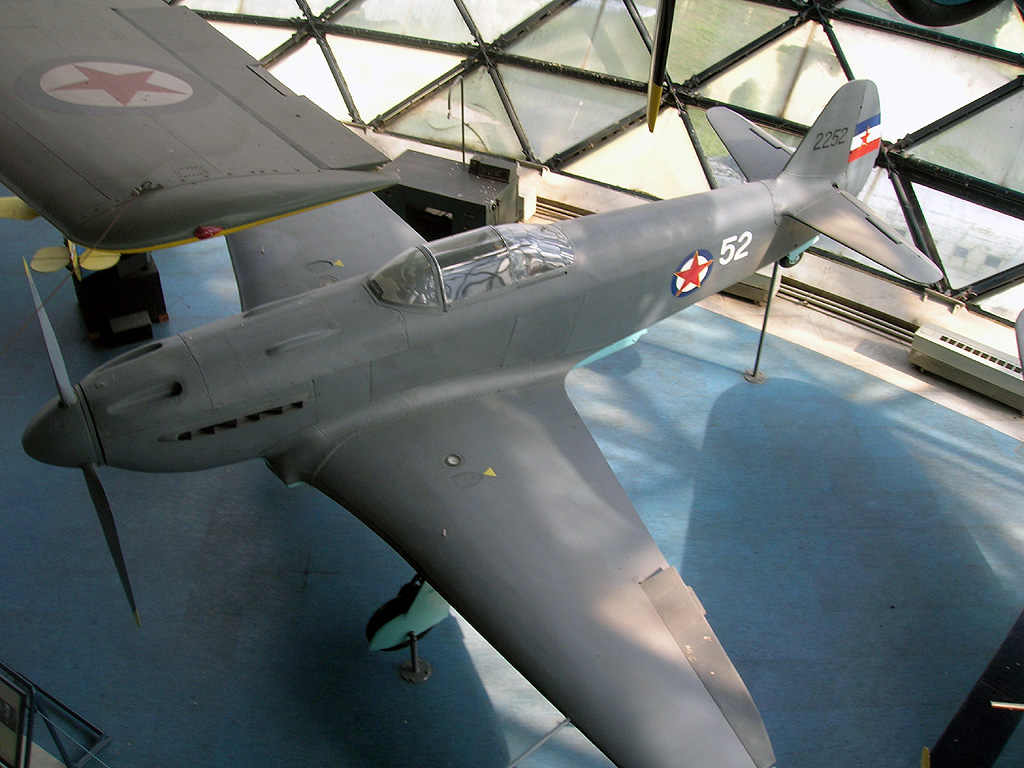
Jak-3 van de luchtmacht van Joegoslavië

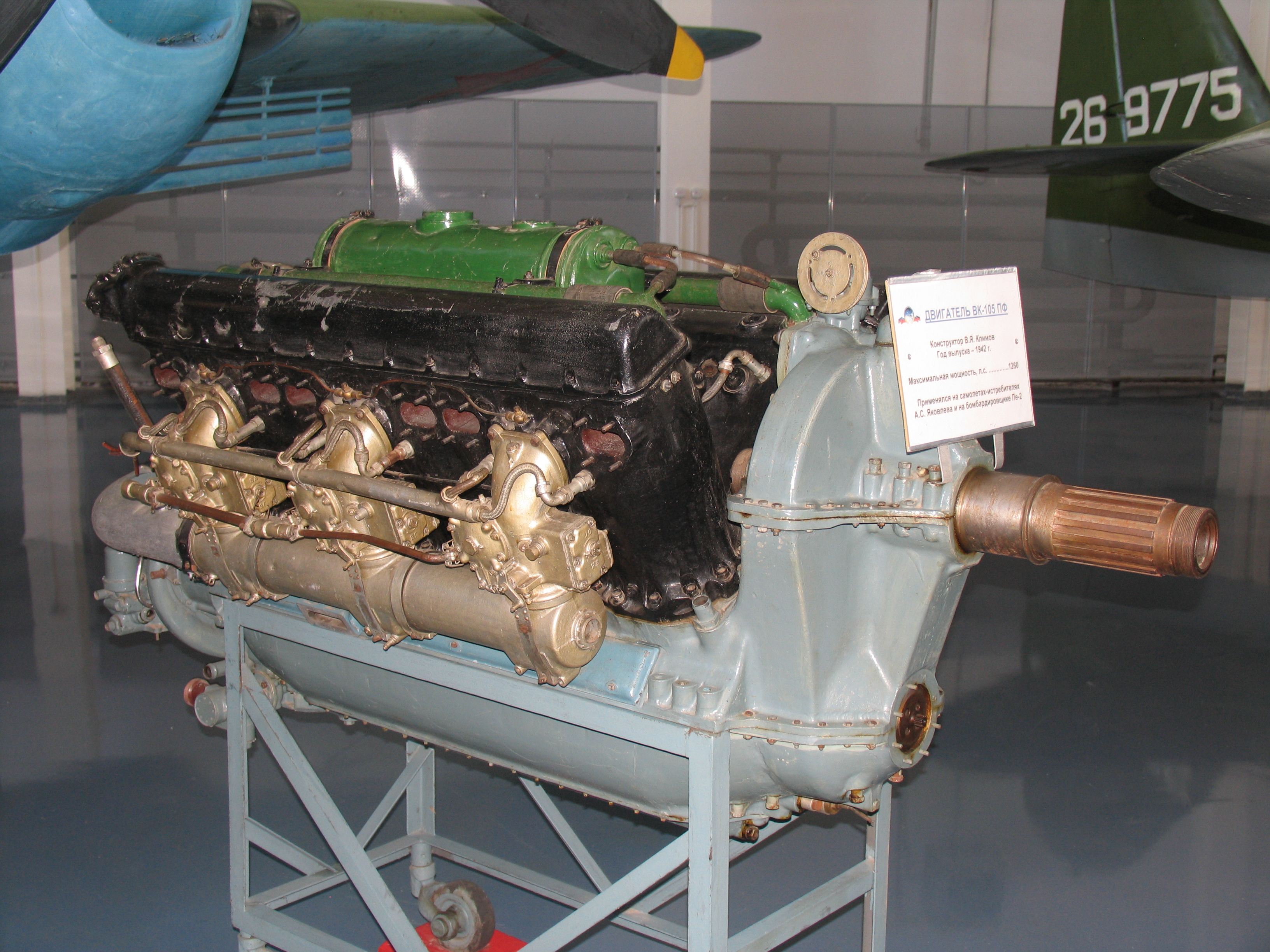
Klimov VK105-PF motor

De Jakovlev Jak-3 (Russisch: Яковлев Як-3) was een eenmotorig gevechtsvliegtuig van de Sovjet-Unie tijdens de Tweede Wereldoorlog. Het was ontworpen door Jakovlev. Het was een robuust en gemakkelijk te onderhouden vliegtuig en daarom populair bij piloten en grondpersoneel. Het was een van de kleinste en lichtste toestellen die in de oorlog zijn ingezet. Vanwege het relatief hoge motorvermogen waren de prestaties indrukwekkend en in gevecht met andere gevechtsvliegtuigen kwam het goed uit de strijd. De Fransman Marcel Albert, een aas uit de Tweede Wereldoorlog, die bij het Normandie-Niémen Squadron met de Jak-3 vloog, vond het toestel beter dan de Amerikaanse P-51 Mustang en de Britse Supermarine Spitfire. Het werd ook gebruikt door de luchtmacht van het Poolse Volksleger en na de oorlog werd het gevlogen door de luchtmacht van Joegoslavië.

## Ontwerp en inzet
De Jak-3 werd in 1943 ontwikkeld door een team onder leiding van A.S. Jakovlev. Het werd een verbeterde versie van de Jak-1 jager, met een lager gewicht en een hogere snelheid.
Het kreeg een ingekorte vleugel en daarmee een kleiner vleugeloppervlak dan de Jak-1. Het werd uitgerust met een nieuw motortype, de Klimov VK-105PF2 waarbij de letter P staat voor een kanonversie. Een 20 mm-kanon werd tussen de cilinderblokken geïnstalleerd en er werd door de propellerbuis geschoten. De motor had een vermogen van 1240 pk. Om de aerodynamische eigenschappen te verbeteren, werden ook wijzigingen aangebracht aan de oliekoeler en de luchtinlaat verschoof naar de neus. De voorruit bestond uit één stuk, wat het zicht voor de piloot sterk verbeterde.
De eerste testvluchten van het prototype werden begin 1943 uitgevoerd. De behaalde snelheid van 650 km per uur was veel hoger dan verwacht en de vliegprestaties op lagere hoogten overstegen de verwachtingen. De productie begon in oktober 1943. De meeste Jak-3's waren uitgerust met een 20 mm SjVAK-kanon en twee 12,7 mm Berezin-machinegeweren.
In juni 1944 werd het toestel voor het eerst ingezet. Het was superieur aan veelgebruikte vliegtuigen van de Luftwaffe  zoals de Messerschmitt Bf 109 en de Focke Wulf Fw 190. Op 16 juli 1944 troffen achttien Jak-3's een groep van 24 vliegtuigen bestaande uit Bf 109G en Fw 190A-toestellen. Vijftien Duitse toestellen werden neergeschoten tegen het verlies van één Jak-3. Veel Sovjet-azen, evenals piloten van het Franse Normandie-Niémen Squadron, vlogen met de Jak-3.
In totaal zijn er 4848 exemplaren van gemaakt.

## Ongeval
Op 5 april 1948 stortte een British European Airways (BEA) Vickers VC.1 Viking vliegtuig neer bij het vliegveld Berlijn Gatow nadat het was gebotst met een Jak-3 van de luchtmacht van de Sovjet-Unie. Hierbij kwamen aan Britse zijde tien passagiers en vier bemanningsleden om het leven en ook de Sovjetpiloot kwam om.